# Кочкурово (Дубьонський район)
Кочку́рово (рос. Кочкурово, ерз. Кочкурово) — село у складі Дубьонського району Мордовії, Росія. Адміністративний центр та єдиний населений пункт Кочкуровського сільського поселення.

## Населення
Населення — 639 осіб (2010; 774 у 2002).
Національний склад (станом на 2002 рік):
- ерзяни — 95 %